# 新西蘭胸棘鯛
新西蘭胸棘鯛，是輻鰭魚綱金眼鯛目燧鯛亞目燧鯛科的其中一種。分布於澳洲西部及南部、紐西蘭海域，棲息深度在200至680公尺，體長可達18公分，屬深海魚類。